# İkinci Şahsevən
İkinci Şahsevən è un comune dell'Azerbaigian situato nel distretto di Beyləqan. Conta una popolazione di 2 742 abitanti.